# Synodus taiwanensis
Espèce
Synodus taiwanensis est une espèce de poissons de la famille des Synodontidae.

## Systématique
L'espèce Synodus taiwanensis est décrite pour la première fois en 2007 par Hsuan-Ching Ho (d), Jen-Ping Chen (d), Kwang-Tsao Shao (d).

## Distribution
Cette espèce se croise uniquement dans l'océan Pacifique, au large de Taïwan, à des profondeurs environnant les 80 m.

## Description
Synodus taiwanensis peut atteindre la longueur maximale de 18,5 cm.

## Étymologie
Son épithète spécifique, taiwanensis, vient de Taïwan, dont l'espèce est endémique.

## Écologie et environnement
Synodus taiwanensis vit dans la zone benthique de l'océan Pacifique, où l'espèce chasse en enfouissant son corps dans les sédiments, et en jaillissant pour saisir les proies qui passent à proximité.

## Publication originale
- (en) Jeng-Ping Chen, Hsuan-Ching Ho et Kwang-Tsao Shao, « A New Lizardfish (Aulopiformes: Synodontidae) from Taiwan with Descriptions of Three New Records », Zoological Studies, vol. 46, no 2,‎ 1er mars 2007, p. 148-154 (ISSN 1021-5506 et 1810-522X, lire en ligne).